# Stora Brennøy
Stora Brennøy est une île norvégienne du comté de Hordaland appartenant administrativement à Bømlo.

## Description
Rocheuse et désertique, elle s'étend sur environ 799 m de longueur pour une largeur approximative de 243 m. Elle compte quatre habitations et une petite anse servant de port. 